# Microvelia vagans
Microvelia vagans är en insektsart som beskrevs av White 1878. Microvelia vagans ingår i släktet Microvelia och familjen vattenlöpare. Inga underarter finns listade i Catalogue of Life.